# EG Гончих Псов
EG Гончих Псов (лат. EG Canum Venaticorum) — двойная затменная переменная звезда типа W Большой Медведицы (EW) в созвездии Гончих Псов на расстоянии приблизительно 2162 световых лет (около 663 парсек) от Солнца. Звёздная величина диапазона CV звезды — от +13,3m до +12,85m. Орбитальный период — около 0,3493 суток (8,3827 часа).
Открыта группой астрономов проекта ROTSE-1 в 2000 году*.

## Характеристики
Первый компонент — жёлто-белая звезда спектрального класса F. Масса — около 1,31 солнечной, радиус — около 1,34 солнечного, светимость — около 1,98 солнечной. Эффективная температура — около 5857 K.
Второй компонент — жёлто-белая звезда спектрального класса F. Масса — около 0,21 солнечной, радиус — около 0,61 солнечного, светимость — около 0,43 солнечной. Эффективная температура — около 6309 K.